# Șațk
Șațk (în ucraineană Шацьк) este așezarea de tip urban de reședință a raionului Șațk din regiunea Volînia, Ucraina. În afara localității principale, mai cuprinde și satele Haiivka și Melnîkî.

## Demografie
Componența lingvistică a așezării de tip urban Șațk
     Ucraineană (98,72%)
     Alte limbi (1,21%)
Conform recensământului din 2001, majoritatea populației așezării de tip urban Șațk era vorbitoare de ucraineană (98,72%), existând în minoritate și vorbitori de alte limbi.